# 木田元
木田元（1928年9月7日—2014年8月16日），日本哲學家，生於日本新潟縣新潟市，畢業於東北大學文學部哲學專業。精研現象學，因通俗易懂地翻譯胡塞爾、海德格爾、梅洛-龐蒂等人的著作而為人所知。二戰後的凋弊期間，曾靠著黑市交易維持生計。

## 生平
木田元本籍山形縣最上郡，在新潟縣出生。三歲時，其父木田清（1900-1993）通過文官考試，成為滿州國的官員，舉家遷居新京（滿洲國首都）。新京第一中學校畢業後，在1945年進入海軍兵學校，同年8月6日，在江田島進行泳訓時，親眼目睹美國在廣島投下原子彈的爆炸景像。
日本投降後，第二次世界大戰結束，海軍兵學校解散，木田一家必須負擔當初至滿州國居住時申請的貸款。當時木田元寄宿在新的遠房親戚家，靠著黑市交易養活母親及姊弟。後來其父輾轉從西伯利亞回到日本，經過一段時間，成為新庄市長，公務之餘酷愛讀書，自修原文的康德、韋伯、海德格爾等人的著作（當時未有日譯本）。木田元在就讀山形縣立農林專門學校（山形大學農業部前身）期間，也接觸了杜斯妥也夫斯基、齊克果、海德格爾等人的哲學思想，決定報考東北大學哲學系。在大學期間積極學習德語，閱讀原版的《存在與時間》，感到興味無窮，但畢業論文選擇研究較沒興趣的《純粹理性批判》。
1960年開始，木田元任教於中央大學，直至到1999年退休，成為該校名譽教授。
2014年，因肺炎在千葉縣內一家醫院逝世，享年85歲。

## 反哲學
木田元在《反哲學入門》提到，日本之所以沒有「哲學」，是因為日本人的思考方式並不同於西方「超自然」（非指超自然現象）的思考方式。所謂超自然，是指「超自然性的存在」，若存在的全體稱為「自然」，則「自然」變成了根據超自然性原理制成的材料，也就是「反自然」、「不在自然之中」，與日本及東方文化「人包含在自然之中」的「自然性的思考」完全相反。他認為，西方哲學的這種「超自然」走向，從蘇格拉底就已經開始，直至尼采才又開始了反哲學的思考，回到古希臘原始的思考方式。

## 已漢譯著作
- 路秀麗譯：《反哲學入門》（北京：中信出版社，2011）
- 黃千惠譯：《哲學散步》（台北：蔚藍文化，2017）